# Iria stictica
Iria stictica är en insektsart som beskrevs av Carl Stål. Iria stictica ingår i släktet Iria och familjen hornstritar. Inga underarter finns listade i Catalogue of Life.